# Elezioni comunali a Mosca del 2003
Le elezioni comunali a Mosca del 2003 si tennero il 7 dicembre (contestualmente alle elezioni parlamentari) per l'elezione del sindaco.

## Risultati
| Candidati         | Liste                       | Voti      | %     |
| ----------------- | --------------------------- | --------- | ----- |
| Jurij Lužkov      | Indipendente (Russia Unita) | 3.018.500 | 74,83 |
| Aleksandr Lebedev | Indipendente (Rodina)       | 499.318   | 12,38 |
| German Sterligov  | Indipendente                | 147.320   | 3,65  |
| Nikolaj Lifanov   | Indipendente                | 46.222    | 1,15  |
| Nessun candidato  | Nessun candidato            | 289.314   | 7,17  |
| Totale            | Totale                      | 4.000.674 |       |
| Voti non validi   | Voti non validi             | 32.963    | 0,82  |
| Totale            | Totale                      | 4.033.637 | 100   |